# Trębki Stare
Trębki Stare (prononciation : [ˈtrɛmpki ˈstarɛ]) est un village polonais de la gmina de Zakroczym dans le powiat de Nowy Dwór Mazowiecki de la voïvodie de Mazovie dans le centre-est de la Pologne.
Il se situe à environ 7 kilomètres au nord-ouest de Zakroczym (siège de la gmina), 11 kilomètres à l'ouest de Nowy Dwór Mazowiecki (siège du powiat) et à 43 kilomètres au nord-ouest de Varsovie (capitale de la Pologne).

## Histoire
De 1975 à 1998, le village appartenait administrativement à la voïvodie de Varsovie.